# Автомагістраль A18 (Польща)
Автомагістраль A18 (пол. Autostradowa Obwodnica Wrocławia, AOW) — польська автомагістраль, що будується в південно-західній частині країни, у Любуському та Нижньошльонському воєводствах. Пролягає вздовж осі NW-SE вздовж третього транс’європейського автомобільного транспортного коридору вздовж міжнародної дороги E36, від кордону з Німеччиною Ольшина-Форст (тут з’єднується з німецьким автобаном A15 у напрямку до Берліна), через пл. Bory Dolnośląskie до розв'язки Krzyżowa біля Болеславця, де з'єднується з автострадою A4. Ділянка Ольшина-Кшижова має довжину приблизно 74,4 км.
Дорога має двосмуговий, чотирисмуговий перетин. Північну проїзну частину було завершено у 2006 році. Південну проїжджу частину було побудовано в 1935–1938 роках Третім Рейхом і було закрито для руху (залежно від ділянки) у 2020 та 2021 роках. Його реконструкцію до стандарту автомагістралі планують завершити у 2023 році. До завершення реконструкції південної проїжджої частини обидві смуги залишаться позначеними як дорога державного значення №18.
У 2015 році по дорозі проїхали 7,5-10 тисяч кілометрів. транспортних засобів на добу, у тому числі 3 тис. великовантажні автомобілі з причепом.

## Історія
Автомагістраль починалася як однопроїзна частина Рейхсавтобану 9 (Берлін-Бреслау), побудованого нацистською Німеччиною в 1930-х роках, завершеного між 1936 і 1938 роками. Цей маршрут мав усі ознаки автобану, побудованого відповідно до стандартів того часу, включаючи всі виїзди, віадуки та мости, за винятком того, що фактично була побудована лише одна проїзна частина вздовж більшої частини її довжини, а місце було залишено для будівництва другої проїжджої частини пізніше.
Дорога проіснувала в цьому стані до початку 1990-х років, коли перші 17 км на її східному кінці були перебудовані з новими бетонними проїжджими частинами та спочатку підписані A18 (пізніше, у серпні 2009 року, ділянку, підписану як A18, було скорочено до 7 км, тоді як інші 10 км дороги були повторно позначені як A4 після завершення відсутньої ділянки цієї автомагістралі). У 1995 році була побудована друга проїзна частина на 7-кілометровій ділянці в західному кінці.
Між 2004 і 2006 роками відсутню північну проїзну частину було завершено на всій її довжині, а більшість шляхопроводів і мостів було реконструйовано. До червня 2007 року дорога мала дві проїжджі частини в експлуатації. Дві старіші смуги руху (по яких рухався транспорт у східному напрямку до Вроцлава) перебували у дуже поганому стані, оскільки їх поверхня все ще складалася з бетонних плит, закладених у 1930-х роках. Через це швидкість на цих смугах обмежували до 70 км/год.

### 2020 – 2023
2018-го року Міністерство транспорту Польщі затвердило доповнення до Національної програми будівництва шляхів на 2014 – 2023 роки, включивши до первинного списку проєктів реконструкцію траси A18.
Роботи з реконструкції почалися 2021-го року. Дві смуги з бетонних плит, побудовані у 1930-х роках, закрили для руху транспорту — на час будівництва рух в обидва боки здійснювався іншими двома смугами. Будівництво завершене у жовтні 2023 року, і траса по всій її протяжності була офіційно затверджена як автострада.